# Houtrusthallen
De Houtrusthallen was een sportcomplex uit 1937 op het Houtrustterrein in de Haagse Vogelwijk.
In de periode tot 1933 werd het terrein gebruikt voor paardensport, korfbal en hockey. Het werd georganiseerd door de Vereniging tot Bevordering der Paardenfokkerij. In 1920 had de gemeente Den Haag plannen om een nieuw tentoonstellingsgebouw neer te zetten. Dit plan strandde na een lange discussie. Op 10 september 1933 brandde een houten hoofdtribune af. Daardoor werden de plannen rond de bouw van nieuwe gebouwen weer versneld. Uiteindelijk ging het gemeentebestuur in zee met twee firma's, Oppenheim en Van Tillen, die een plan inleverden voor een tentoonstellingsgebouw met ijsbaan. De oude maatschappij 'Houtrust' ging op in een nieuwe maatschappij onder de naam "NV Tentoonstellingsgebouw Houtrust". Op 8 april 1937 werd het tentoonstellingsgebouw door Koningin Wilhelmina geopend.
De eerste Nederlandse overdekte kunstijsbaan was de HOKIJ in de Houtrusthallen. Toen Amsterdam en Rotterdam ook een kunstijsbaan kregen, werden er onderling ijshockeywedstrijden gespeeld.

## Haagsche IJsclub "Houtrust"
In 1936 werd een kunstrijvereniging opgericht, die trainde in de Houtrusthallen in Den Haag. Hun bekendste leden waren in de jaren vijftig Joan Haanappel en Sjoukje Dijkstra.
De vereniging telde in 2007 ongeveer 140 leden, trainde in de Uithof, en was een van de ruim 1000 ijsclubs in Nederland.

## IJ.H.C.
Zodra de kunstijsbaan op Houtrust was aangelegd, werd De IJshockey Club Houtrust opgericht, gevolgd door de oprichting van de Nederlandse IJshockey Bond in 1934.

## Evenementen

### Pasar Malam

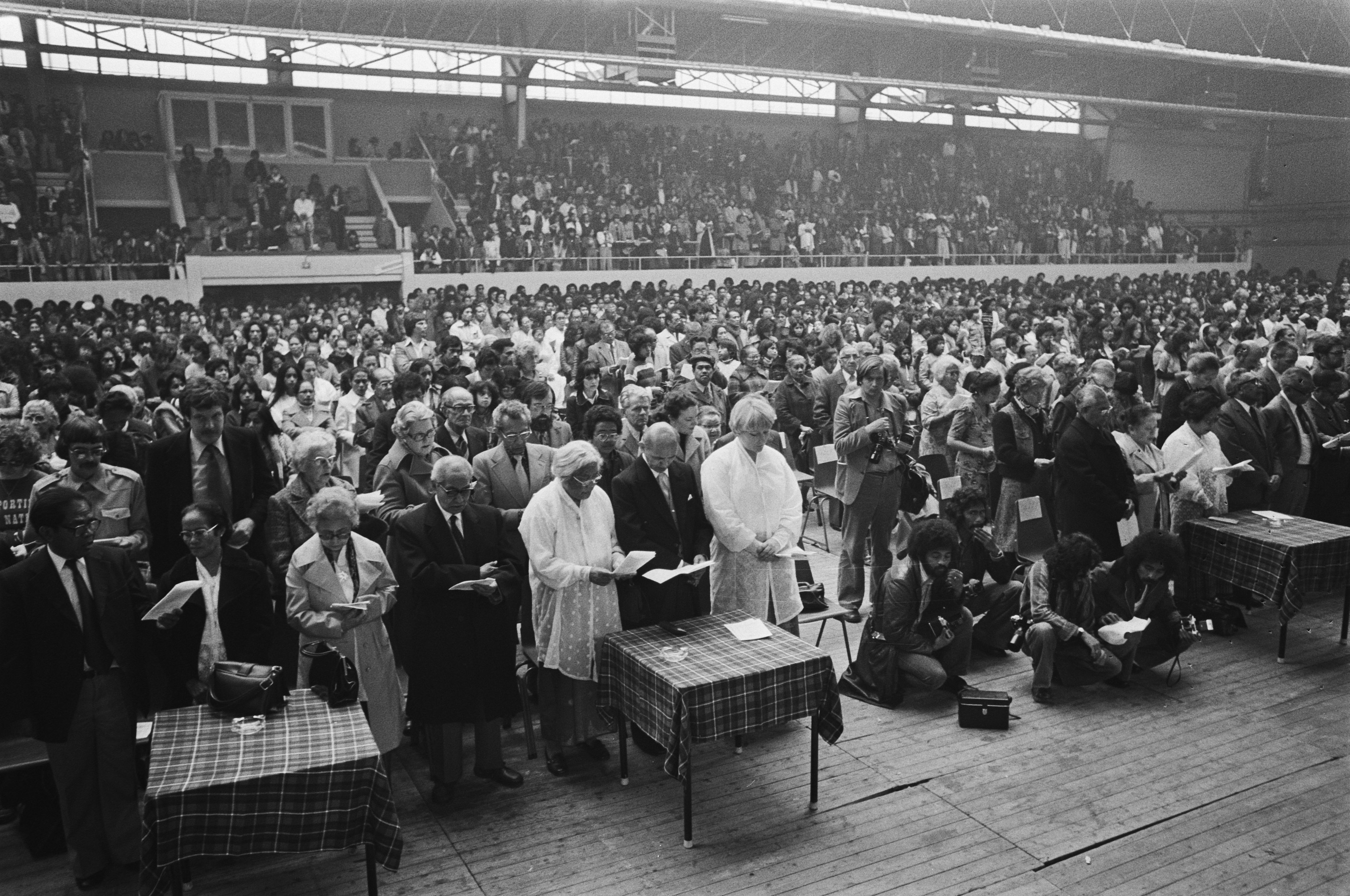
Zuid-Molukkers herdenken hun onafhankelijkheidsproclamatie van 25 april 1950

Jaarlijks werd de Pasar Malam in de hallen gehouden, totdat het evenement zodanig gegroeid was, dat er grote tenten voor werden opgezet op het Malieveld. Verder was er elk jaar rond 25 april een bijeenkomst van de Zuid-Molukse gemeenschap ter herdenking van de oprichting van de Republik Maluku Selatan (RMS).

### Concerten
Ook werden er regelmatig (pop)concerten gehouden. Reeds op 28 januari 1939 vond er een jazzfestival plaats met als belangrijkste groep het Coleman Hawkins-trio. Ook speelde de vibrafonist Lionel Hampton er in 1956, vond er op 16 april 1967 een concert plaats van de Rolling Stones en speelde Bob Marley and the Wailers er op 13 mei 1977 hun tweede Nederlandse concert. In 1981 het Indorock Revival Festival georganiseerd, waar de Haagse band The Crazy Rockers haar comeback maakte.

### Manifestaties

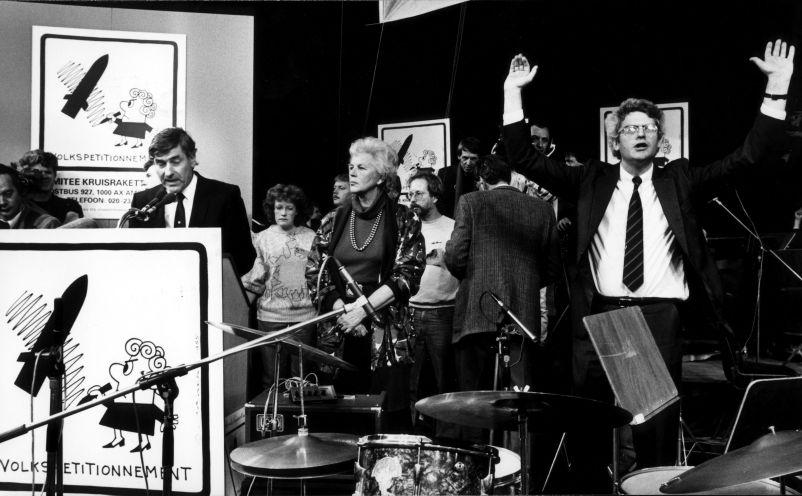
Slotmanifestatie, volkspetitionnement tegen de kruisraketten. Ruud Lubbers probeert zijn toespraak te houden.

Op 26 oktober 1985 vond de slotmanifestatie van het volkspetitionnement tegen de plaatsing van kruisraketten plaats in de Houtrusthallen. Bij die gelegenheid nam premier Lubbers symbolisch de circa 3,7 miljoen handtekeningen in ontvangst.

### Indooratletiek
In de periode rond 1988 legde de Dienst Sport en recreatie van de gemeente Den Haag in de oostelijke hal een houten atletiekbaan aan. Deze baan werd gebruikt voor trainingen, de Nederlandse kampioenschappen indooratletiek en indoorwielrennen. Rond die periode stelde Nederland zich kandidaat voor de Olympische Spelen in 1992. De Houtrusthallen zouden de functie van trainingscentrum krijgen. De Houtrusthallen waren samen met De Uithof opgenomen in het bidbook. Uiteindelijk werden de OS '92 niet aan Nederland, maar aan Spanje (Barcelona) toegewezen.
Vervolgens werd met de KNAU een overeenkomst gesloten, dat de NK atletiek tien achtereenvolgende jaren in de Houtrusthallen georganiseerd zouden worden. Deze overeenkomst leidde tot de (toegewezen) kandidatuur voor de Europese kampioenschappen indooratletiek in 1989. Het architectenbureau Post ter Avest (later XXarchitecten) uit Rotterdam werkte het ontwerp voor de verbouwing van de hallen uit tot een hoogwaardig indoor-atletiekcentum. De bouw vond plaats in 1988-1989.
De NK was een succes. In deze periode kende Nederland succesvolle atletiekdeelnemers, zoals Nelli Cooman, Els Vader, Rob Druppers, Emiel Mellaard, Elly van Hulst, Yvonne van der Kolk, Marjan Olyslager, etc. Velen van hen waren goed voor goud en zilver.
Na de NK 1989 is het gebouw tot aan de sloop in gebruik geweest voor zowel de top- als de breedtesport, geheel volgens het beleid van GroenLinks, onder leiding van de toenmalige wethouder Jack Verduijn Lunel.

## Trivia
Tussen 1937 en 1948 lagen er opstelsporen voor het gebouw, voor extra trams. Er was verbinding met tramlijn 21 richting 2e Sweelinckstraat, en met tramlijn 11 via de Houtrustbrug naar Station HS. Na de oorlog kwam er geen tram meer over de brug en op de Sportlaan. Alleen tramlijn 11 bleef over. In 1948 kreeg tramlijn 11 daarom een stukje derde spoor voor extra trams nabij de Houtrustbrug. Tot in 1974 was dit in gebruik.

## De sloop
In 2000 werd besloten de hallen te slopen, omdat er betonrot in de dakconstructie was geconstateerd. Na de sloop werd een herinrichtingsplan uitgevoerd, waaronder woningbouw en sportvelden. In juni 2005 bereikte de bouw van de nieuwe Houtrust Sporthal haar hoogste punt, wat gevierd werd met wethouder Wilbert Stolte. 